# Света Петка (Боженица)
Вижте пояснителната страница за други значения на Света Петка.
„Света Петка“ е българска православна църква, разположена в село Боженица, община Ботевград.
Според проф. Велизар Велков след разрушаването на крепостта Боженишки Урвич е възникнал манастирът в сегашната махала Коловци, на около 1 km от крепостта. Той предполага, че след запустяването на Коловския манастир (напуснат или разрушен) е възникнал друг манастир, където днес е църквата на с. Боженица.
Иван поп Лазаров, учител в Боженица в края на ХІХ и началото на ХХ в., пръв събира сведения за учебното дело в селото. От него черпи по-късно, през 1926 г., факти и материали, касаещи и църквата Петър Ценев, който пише книгата „Орхание и Орханийско“.
Всички учители са певци в църквата и писари при старейшините. Част от свещениците са учители, като например Стоян Кнезовски, а също поп Герасим, поп Иван, свещеник Лазар Тодоров.
Царските двери на старата църква се намират в Националния археологически музей, където са регистрирани с вх. №1175. Предадени са на музея от Христо Георгиев от Враца на 4 април 1911 г. Музеят за тях е заплатил сумата от 40 лв. Старата църква вероятно е опустошена по време на кърджалийските нашествия в края на ХVІІІ или началото на ХIХ век. Според предания, селото на два пъти е нападано и изгаряно, като второто нападение е било в края на ХVІІІ в. Сегашната църква е изградена с труд и доброволна помощ, като майстор е Уста Стефан от с. Мировяне, Софийско. За това свидетелства надпис, издълбан на ъгловия камък вдясно на западния вход, на около 3 m от земята.
Църквата е обявена за паметник на културата с местно значение.